# Yevgueni Misiulia
Yevgueni Nikolayevich Misiulia (en ruso: Евгений Николаевич Мисюля; Grodno, 13 de marzo de 1964) es un atleta bielorruso especializado en la marcha atlética.
Misiulia ha conseguido dos medallas de bronce en otros tantos campeonatos mundiales de atletismo. La primera ocasión fue en Tokio, compitiendo bajo bandera de la Unión Soviética, con motivo del Campeonato Mundial de Atletismo de 1991. Posteriormente repitió en el Campeonato Mundial de Atletismo de 1995, esta vez bajo la bandera de Bielorrusia.
Ha participado en tres citas olímpicas bajo dos banderas distintas. En la primera ocasión fue en los Juegos Olímpicos de Seúl de 1988 en la distancia de 20 kilómetros y bajo bandera de la Unión Soviética. Terminó en el puesto 27. La segunda ocasión fue en 1996 con motivo de los Juegos Olímpicos de Atlanta, esta vez bajo bandera bielorrusa y en las distancias de 20 y de 50 kilómetros. En los 20 terminó noveno. No pudo finalizar la prueba de los 50 kilómetros. La tercera ocasión, también bajo bandera bielorrusa, fue en los Juegos Olímpicos de Atenas donde terminó en el puesto 19 sobre la distancia de 20 km.
Otras actuaciones destacadas del atleta ha sido los quintos puestos conseguidos en el Campeonato Mundial de Atletismo de 1993 y en la Copa del Mundo de Marcha Atlética de 2002 y los sextos puestos del Campeonato Mundial de Atletismo de 1997 y la Copa del Mundo de Marcha Atlética de 1997.
Está casado con la también marchadora Natalia Vladimirovna Misiulia (apellido de soltera Dmitrochenko), que ha participado en dos ocasiones en unos juegos olímpicos.

## Mejores marcas personales
| Mejores marcas personales | Mejores marcas personales | Mejores marcas personales  | Mejores marcas personales |
| Distancia                 | Tiempo                    | Lugar                      | Fecha                     |
| ------------------------- | ------------------------- | -------------------------- | ------------------------- |
| 5000 m PC                 | 18:39.2                   | Minsk, Unión Soviética     | 30 de enero de 1988       |
| 5000 m                    | 19:08.55                  | Bydgoszcz, Polonia         | 15 de junio de 2001       |
| 10 km                     | 39:31                     | Cracovia, Polonia          | 14 de junio de 2003       |
| 20 000 km.                | 1h:20:41.6                | Bergen, Noruega            | 20 de abril de 1986       |
| 20 km.                    | 1h:18:18                  | Eisenhüttenstadt, Alemania | 11 de mayo de 1996        |
| PC - Pista Cubierta       |                           |                            |                           |